# طلاق عسكري
يُشير مصطلح الطلاق العسكري في بعض البلدان إلى نوع معين من الطلاق ينشأ عندما يكون أحد الزوجين أو كليهما من أفراد المؤسسة العسكرية. على الرغم من أن الطلاق العسكري في العادة يتم بدون نزاع، إلا أنه يختلف في كونه يتطلب بعض الشروط الإضافية اللازمة لإتمامه. تقلّ حالات الطلاق العسكرى مقارنةً بحالات الطلاق بين المدنيين. حيث يطرح الطلاق العسكري مجموعة خاصة من التحديات التي تجعله أكثر تعقيدًا من الطلاق العادي. على سبيل المثال يتطلب قانون الإغاثة المدنية الأمريكي لأعضاء الخدمة الاتحادية لعام 2003 نسخة محفوظة 15 أبريل 2013 على موقع واي باك مشين. من أي شخص يسعى للطلاق أن يقرّ بأن زوجه ليس من أفراد القوات المسلحة الأمريكية في وقت الطلاق. ويهدف هذا إلى منع الأزواج من طلب الطلاق من أعضاء الخدمة الذين لن يتمكنوا من حضور إجراءات الطلاق.

## الاختصاص القضائي
يُعتبر التحدي الأكثر شيوعًا الذي يفرضه الطلاق العسكري هو الاختصاص القضائي. فعلى سبيل المثال، أين يتم رفع دعوى الطلاق إذا كان الزوج يقوم بأداء الخدمة خارج البلاد؟ في هذه الحالة، يُمكن أن يتم رفع دعوى الطلاق داخل البلاد أو في الدولة التي يوجد بها الزوج سواء في داخل الولايات المتحدة الأمريكية أو خارجها.

## حساب الدخل العسكري
يتطلب حساب دخل أحد أفراد القوات المسلحة نوعًا معينًا من الخبرة والمعرفة. حيث يحصل أعضاء الخدمة على استحقاقاتهم بطرق متعددة منها البدلات الأساسية للسكن والنفقات بالإضافة إلى رواتبهم الأساسية.[بحاجة لتوضيح]

## معاشات التقاعد العسكرية
يحصل العضو الذي قضى في الخدمة 20 عامًا على معاش التقاعد العسكري وفقًا لقانون حماية الأزواج السابقين لأعضاء القوات النظامية. وقد تقوم محاكم الولايات بتقسيم «المعاشات القابلة للتصرف فيها» فور إنهاء عقد الزواج، ولكن لا يتعين عليها هذا.
ويُعد الاختصاص القضائي بالنسبة لعضو الخدمة من الشروط الأساسية لتقسيم معاش التقاعد العسكري. وهذا الاختصاص القضائي ليس فقط اختصاصًا شخصيًا من خلال تبليغ صحيفة الدعوى – ولكنه يتطلب إما أن يكون عضو الخدمة مقيمًا داخل الولاية بشكل طبيعي وليس فقط لأوامر عسكرية أو أن يكون له محل إقامة داخل الولاية أو غير ذلك فيتطلب موافقة عضو الخدمة.
وتُعرف «المعاشات القابلة للتصرف فيها» بأنها إجمالي المعاش مطروحًا منه (أ) المدفوعات التي تُرد إلى الولايات المتحدة عن أي مبالغ زائدة عن المعاش العسكري، (ب) أي أموال يتم مصادرتها من قِبل المحكمة العسكرية، (جـ) المبلغ الذي يتم التنازل عنه مقابل الحصول على استحقاقات العجز من إدارة المحاربين القدامى (VA)، و (د) أقساط خطة استحقاقات الأرامل للأزواج الحاليين أو السابقين والتي تُدفع بموجب أمر قضائي.
وكان قرار المحكمة العليا قد حظر على الولايات تقسيم المبالغ التي يتم دفعها في مقابل الحصول على استحقاقات العجز من إدارة المحاربين القدامى. ولكن هذا لا يمنع الولاية من أن تقضي بإلزام المتقاعد الذي تنازل عن المعاش العسكري بدفع مبالغ تعويضية للحصول على استحقاقات العجز من إدارة المحاربين القدامى بعد صدور الحكم بإنهاء الزواج.
على الرغم من أن قانون حماية الأزواج السابقين لأعضاء القوات النظامية لم يحدد حدًا أدنى لمدة الزواج التي توجب تقسيم معاش التقاعد، إلا أن الأزواج السابقين الذين يرغبون في الحصول على نصيبهم من معاش التقاعد مباشرةً من دائرة المحاسبة والمالية التابعة لوزارة الدفاع يجب أن يكون قد انقضى على زواجهم على الأقل عشرة أعوام تشمل مدة الخدمة العسكرية.

## القضايا الضريبية
هناك قواعد وأنظمة مختلفة فيما يتعلق بالضرائب بالنسبة لأعضاء الخدمة مما يجعل عملية إعالة الطفل معقدة.

## قانون الإغاثة المدنية لأعضاء الخدمة
يعمل قانون الإغاثة المدنية لأعضاء الخدمة على حماية أعضاء الخدمة العسكرية من إقامة دعوى قضائية ضدهم أثناء وجودهم في الخدمة وبعد إنهائها بعام. ويشكل هذا تحديًا بالنسبة للمدعي الذي يرغب في مقاضاة أحد الأفراد العسكريين للحصول على إعالة الطفل أو دعم مالي آخر.